# Лобус, Георгий Константинович
Георгий Константинович Лобус (род. 30 января 1941 года, село Облоги, Стародубский район, Брянская область) — российский государственный деятель, директор совхоза «Красный Октябрь» Стародубского района Брянской области (1982—1999). Герой Социалистического Труда (1990). Депутат Брянской областной Думы 5-го созыва. Заслуженный агроном РСФСР.

## Биография
Родился в 1941 году в крестьянской семье в селе Облоги Брянской области. С 1953 года — работник полеводческой бригады в колхозе имени Горького Стародубского района.
С сентября 1960 года трудился на различных работах в совхозе «Красный Октябрь» Стародубского района: рабочий, бригадир полеводческой бригады (сентябрь 1960 года — октябрь 1965 года), управляющий Левенским, Центральным отделением совхоза (октябрь 1965 года — сентябрь 1975 года), главный агроном (сентябрь 1975 года — март 1977 года, 1982 год), управляющий Центральным отделением совхоза (март 1977 года — февраль 1982 года).
В 1981 году окончил Всесоюзный заочный сельскохозяйственный институт. В декабре 1982 года назначен директором совхоза «Красный Октябрь» Стародубского района.
Указом № 617 Президента СССР Михаила Сергеевич Горбачёва «О присвоении звания Героя Социалистического Труда тов. Лобусу Г. К.» от 23 августа 1990 года «за достижение высоких результатов в производстве продукции сельского хозяйства и большой личный вклад в решение социальных вопросов» удостоен звания Героя Социалистического Труда с вручением ордена Ленина и золотой медали «Серп и Молот».
Руководил совхозом «Красный Октябрь» до августа 1999 года. С августа 1999 года — директор сельскохозяйственного производственного кооператива Агрофирма «Красный Октябрь», уполномоченный товарищества на вере (ТНВ) «Красный Октябрь».
Избирался депутатом Брянской областной Думы 5-го созыва.
Награды
- Герой Социалистического Труда
- Орден Ленина — дважды (08.04.1984; 1990)
- Орден Октябрьской Революции (29.08.1986)
- Орден «За заслуги перед Отечеством» IV степени (1999)
- Медаль «За трудовое отличие» (30.04.1966)
- Золотая, серебряная и бронзовая медали ВДНХ
- Почётный гражданин Брянской области